# Dear Secret Santa
Dear Secret Santa (cunoscut și ca Christmas Card) este un film de dragoste de Crăciun din 2013 cu Tatyana Ali, Jordin Sparks, Bill Cobbs, Della Reese, Ernie Hudson și Lamorne Morris. Este regizat de Peter Sullivan. A avut premiera în rețeaua  Lifetime Television la 30 noiembrie 2013.

## Prezentare
Jennifer (Tatyana Ali) este o dependentă de muncă care lucrează la o bancă din Beverly Hills. Ea se întoarce acasă într-un  orășel din California de Nord chiar înainte de Crăciun, după ce tatăl ei, Ted (Bill Cobbs), cade rău de la înălțime în timp ce punea decorațiuni de sărbători. Odată ajunsă acasă, Jennifer începe să primească felicitări romantice de Crăciun de la un admirator necunoscut care se dovedește a fi Jack (Lamorne Morris), fostul ei vecin și dragostea adevărată dar neîmplinită a vieții sale.

## Distribuție
- Tatyana Ali - Jennifer
- Jordin Sparks - Abby
- Ernie Hudson Pastor Avery
- Lamorne Morris - Jack
- Bill Cobbs - Ted
- Della Reese - Linda
- Jay Ellis - Dr. Brad
- Denise Boutte - Gayle
- Elimu Nelson - Chris
- Levi Fiehler - Kelvin
- Brian Nolan - Hospital Nurse
- Ping Wu - Executive
- Kelsey Wedeen - Wife Buying House
- Billy Snow - David
- Jordan Fuller - Young Jack
- Benjamin Patterson - Bennett
- Christopher James - Preston
- Kelly Russo - Doctor's Office Nurse

## Legături externe
- Official website
- Dear Secret Santa la Internet Movie Database

## Vezi și
- Listă de filme de Crăciun de televiziune sau direct-pe-video